# Yacimiento arqueológico de Cercadilla
El yacimiento arqueológico de Cercadilla es un conjunto de restos de épocas tardorromana y altomedieval ubicado en Córdoba, España, en el que se ha descubierto un complejo arquitectónico construido a finales del siglo III que ha sido atribuido al emperador tetrárquico Maximiano (293-305).

## Historia

### Orígenes

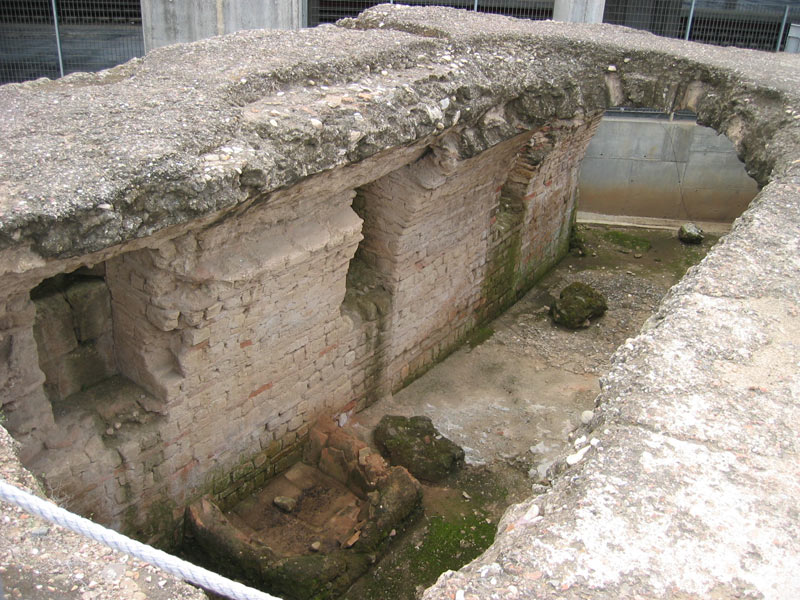
Vista del criptopórtico.

Los primeros testimonios de ocupación en Cercadilla corresponden a una necrópolis de incineración de entre los siglos I antes y después de Cristo, con un único enterramiento de urna de tradición íbera y que conservaba los restos de un individuo de corta edad, aunque también se han encontrado otras inscripciones funerarias de la época.
Poco tiempo después, la necrópolis se abandonó y se construyó una villa romana de época altoimperial, que al principio tuvo una zona agrícola (pars rustica) de forma trapezoidal con muchos restos de semillas de olivo, por lo que pudo estar dedicada a la producción de aceite. En el siglo III se construyó la pars urbana o zona residencial en torno a un peristilo con suelos de mosaicos, numerosas placas de mármol, capiteles y el torso de una escultura de Dioniso. A esta época corresponde el acueducto hallado en la estación de autobuses.

### Palacio de Maximiano
Finalmente, entre finales del siglo III y comienzos del IV, se produjo una gran transformación con la construcción del palacio de Maximiano Hercúleo. Un edificio sin precedentes en el mundo romano, estuvo organizado en torno a un criptopórtico de trazado semicircular de 150 metros de longitud con bóveda de cañón de cuatro metros de altura y cuatro y medio de anchura. La datación ha sido posible con dos documentos epigráficos: el primero, tres letras de bronce dorado (litterae aureae), halladas dentro del criptopórtico en un depósito fruto de un saqueo; el segundo, una inscripción en mármol blanco con vetas grises, cuya lectura es muy complicada, aunque parece nombrar a los césares Constancio y Galerio, que gobernaron juntos durante la primera Tetrarquía (293-305). El único edificio parecido en diseño sería el palacio de Antíoco en Constantinopla, aunque de dimensiones inferiores y construido un siglo más tarde. Durante el gobierno de los césares Constancio y Galerio, gobernaba Maximiano (r. 286-305), primer emperador del Imperio romano de Occidente, por lo que se ha teorizado con que fue sede y residencia de este emperador tras su estancia en Hispania entre los años 296-297 debido a las batallas contra los mauros que rápidamente le llevaron al norte de África.

### Cristianización

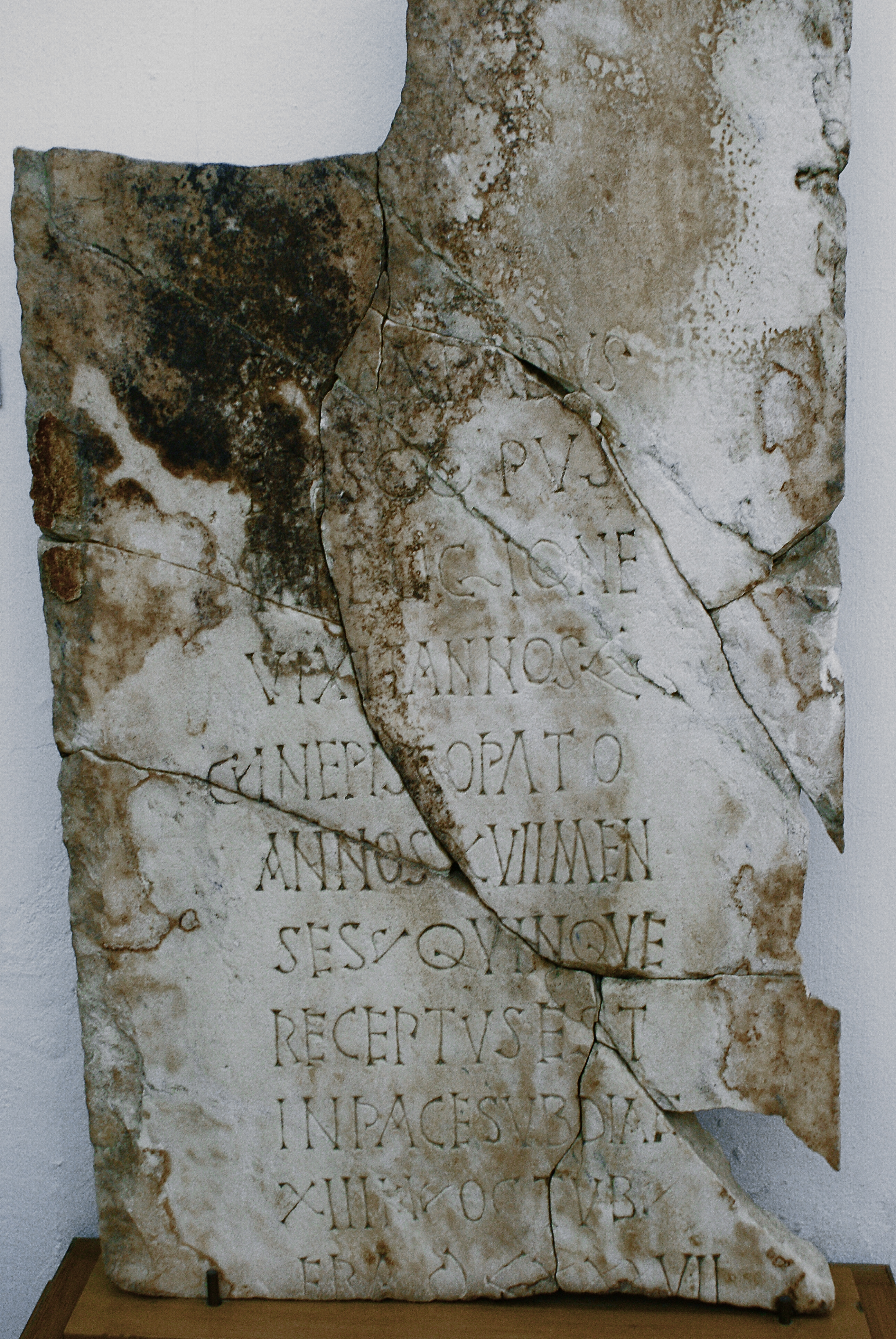
Lápida del obispo Lampadio (f. 549).

Maximiano fue forzado a abdicar en 305, por lo que probablemente este edificio pasó a tener un uso religioso muy rápidamente, hecho que coincide con la legalización del cristianismo por Constantino en 313. La transformación del palacio tuvo que haber estado influenciado por Osio de Córdoba, obispo y consejero del mismo emperador. Seguramente se ocupó únicamente una zona, quedando las otras marginadas. Por ejemplo, el aula de cabecera triconque ubicada al norte parece corresponder a la iglesia de San Acisclo, el centro de culto más relevante de la Córdoba tardoantigua y altomedieval. En torno a la basílica se construyó una necrópolis usada en época tardoantigua y mozárabe, donde se localizó la lápida del obispo Lampadio y el anillo del obispo Sansón.

El obispo Lampadio, que vivió en la religión cristiana 60 años, de los cuales 17 años y 5 meses los pasó como obispo. Falleció en paz el día 19 de septiembre del año 549.
Lápida del obispo Lampadio hallada en Cercadilla.

Se desconocía la existencia de este obispo hasta el hallazgo de la lápida. Asimismo, se han encontrado más enterramientos, sarcófagos y una lápida a una mujer llamada Cristófora, fallecida en 983.
Debido al aumento de población durante el Califato de Córdoba, se crea un arrabal que va a ir creciendo hasta ocupar parte de la necrópolis con viviendas, incluso un zoco, relegando a la iglesia cristiana hasta su definitiva desaparición, seguramente tras la fitna de al-Ándalus en el siglo XI. Tras esta guerra civil el arrabal se va despoblando hasta desaparecer, con un pequeño centro de producción de aceite posteriormente.

## Descubrimiento

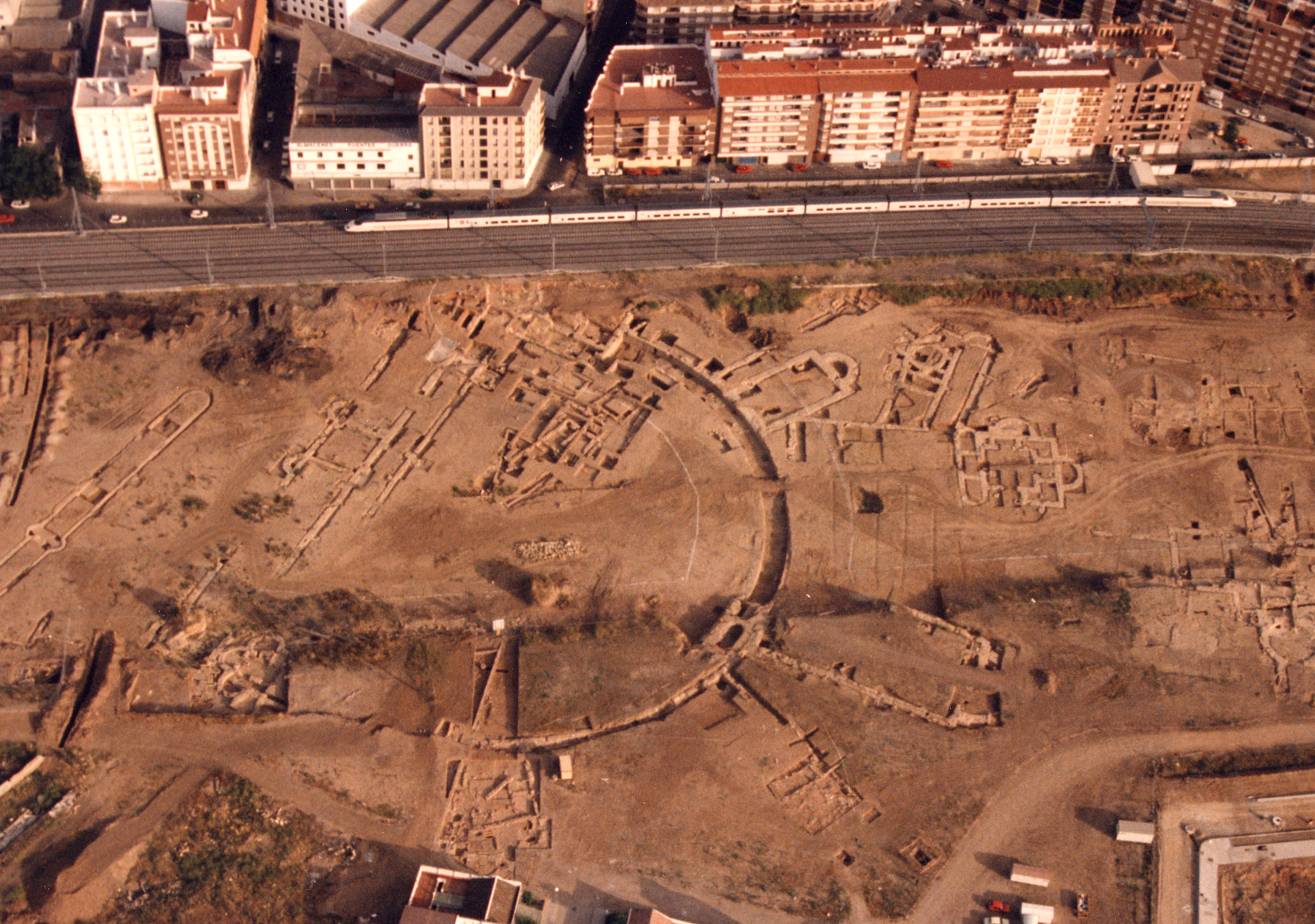
Excavación en 1992 antes de la construcción de la estación de ferrocarril.

Los primeros restos arqueológicos localizados fueron descubiertos en 1922 durante unas obras de ampliación de la playa de vías en la estación de Cercadilla. En aquel momento no se intuyó la magnitud del edificio ante el que se encontraba su excavador, a pesar de que había localizado parte de la bóveda completa del criptopórtico. Los restos fueron cubiertos nuevamente y la zona permaneció bajo las vías de tren durante las siguientes décadas.
El conjunto arqueológico fue descubierto en 1991 con motivo de las obras de soterramiento del ferrocarril y construcción de la nueva estación del AVE de la ciudad. Entre mayo y agosto de 1991 se inició la primera fase de excavación e identificación y, tras la relevancia del hallazgo, se produjo una nueva campaña entre diciembre de 1991 y mayo de 1992. Tras esto, y debido al apresuramiento con que se deseaba finalizar las obras de la estación, se destruyó un 70 % de su superficie —toda la zona afectada por la estación, los andenes y las vías— mientras que otras zonas están ocultas bajo las avenidas, calles y casas que la rodean. Nuevas excavaciones se produjeron en los siguientes años en la zona no destruida y finalmente se catalogó como bien de interés cultural en 1995.

### Apertura al público
El yacimiento únicamente estuvo abierto al público entre los años 2004 y febrero de 2015. Aunque se han dado numerosas fechas para volver a abrirlo, actualmente sigue cerrado.

## Vestigios visibles

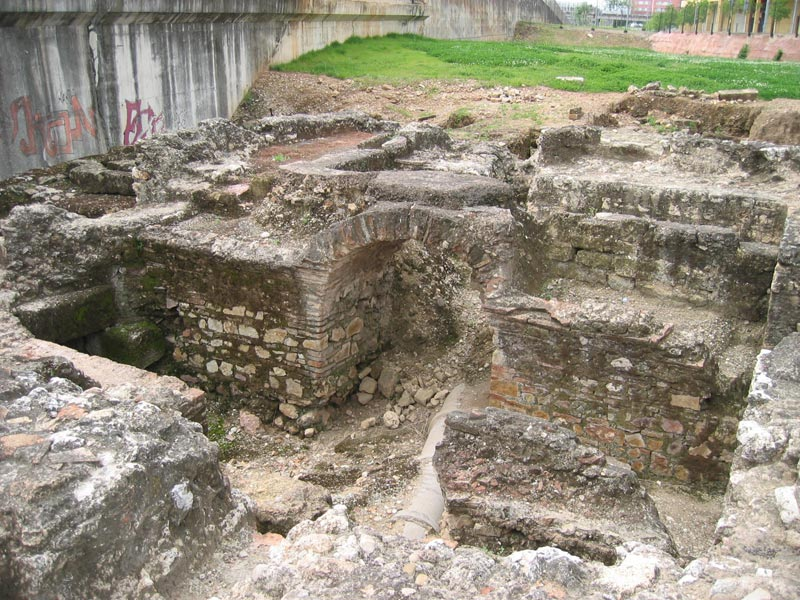
Vista parcial de lo excavado

Entre los restos arqueológicos que pueden contemplarse se hallan:
- Los restos del Complejo Palatino de Maximiano Hercúleo. Se trata de un edificio orientado a la fachada noreste de la ciudad cuya complejidad urbanística, arquitectónica y diseño, así como su cronología (293-305) permiten que sea atribuido al emperador de la primera tetrarquía Maximiano.[5]
- Vestigios del proceso de construcción del palacio. En el cruce del vial norte de la avenida Augusta con la calle Al-Ándalus existen estructuras correspondientes al palacio que se encuentran junto al edificio de doble ábside, posible fuente o ninfeo, cuyo interés estriba en tratarse de elementos de carácter perecedero que suelen desaparecer en el propio proceso de la obra. Están compuestos por una pileta de opus vittatum mixtum cuya finalidad era contener el agua utilizada para preparar el hormigón utilizado en el levantamiento de muros y, junto a ella, una gruesa capa de argamasa constituida por los restos de construcción que caían al suelo en el proceso de levantamiento del edificio. En el túnel bajo la avenida Augusta, se conservan otras piletas y estructuras de obra que hacen identificar a esta zona como el espacio más importante del proceso de construcción del palacio.
- Cisterna del cuerpo de servicio del palacio. En 1992, antes de reanudar las obras de construcción de la estación y para evitar su destrucción, se decidió la extracción de los restos de este elemento arquitectónico y su traslado al lugar que hoy ocupa en los jardines del paseo de Córdoba. Se trata de una cisterna de grandes dimensiones (33 m de longitud por 3,6 m de anchura), lo que permitía una gran capacidad de almacenamiento de agua. Fue construida con opus caementicium (hormigón romano) y revestida con mortero impermeabilizante, propio de las construcciones hidráulicas, conocido como opus signinum. En el extremo superior la estructura presenta un retranqueo cuyo objeto, probablemente, era la colocación de una cubierta de madera para cerrar y ocultar el interior de depósito.
- Restos del acueducto Aqua Fontis Aureae en los sótanos de la estación de autobuses de Córdoba.[6]
- Restos de casas califales en el patio y sótanos de la estación de autobuses. Integrados entre el patio central del edificio y el aparcamiento subterréneo, se encuentran restos de dos casas califales separadas por un muro medianero construido con sillares dispuestos a soga y tizón típico de la época califal. De la primera, que se puede observar desde el patio central de la estación, se conserva el patio, pavimentado con losas de piedra no solo en su perímetro sino también en su parte central, rodeando el brocal del pozo y permitiendo así el acceso al mismo sin atravesar ningún espacio terrizo. De la segunda se conserva una parte mayor de su estructura situada al norte del patio: el salón, con pavimento de argamasa pintado a la almagra y en sus extremos las alcobas, de las que la del lateral oeste aún conserva el vano abierto en el tapial para acceder desde el salón. Delante de este y junto al patio existe una plataforma de sillares que posiblemente constituyera un porche porticado. En el patio se conserva parte de una pequeña fuente.[7]